# MSU Soccer Park at Pittser Field
Le MSU Soccer Park at Pittser Field est un stade de soccer américain situé à Montclair, au New Jersey.
Le stade, doté de 5 000 places et inauguré en 1998, sert d'enceinte à domicile pour l'équipe universitaire de l'Université d'État de Montclair des Red Hawks de Montclair State (pour le soccer), ainsi que pour les équipes de soccer junior et l'équipe réserve des Red Bulls de New York.

## Histoire
Construit sur le site d'un ancien terrain de baseball, le MSU Soccer Park ouvre en 1998 tout d'abord en tant que stade à domicile des équipes de soccer masculines et féminines des Red Hawks de Montclair State.
Entre 2007 à 2013, le site sert de terrain d'entraînement à l'équipe de MLS des Red Bulls de New York en attendant la construction de leur terrain d'entraînement actuel situé à Hanover Township.
Des lumières sont installées en 2012 permettant de jouer des matchs la nuit.
À partir de 2017, l'équipe des Red Bulls II de New York s'installe au stade. Pour mieux accueillir le club, le stade subit des rénovations importantes en 2018 pour être aux normes FIFA (la capacité d'accueil étant augmentée à 3 000 spectateurs en 2017 puis à 5 000 en 2018). La surface du terrain est changée (pelouse en FieldTurf) et de nouveaux vestiaires sont construits. Les rénovations du terrain durant cette saison de United Soccer League 2018 forcent les Red Bulls II à disputer leurs six premiers matchs à domicile au Red Bull Arena.